# Filippo Ambrosini
Filippo Ambrosini (Asiago, 26 de abril de 1993) es un deportista italiano que compite en patinaje artístico, en la modalidad de parejas. Es públicamente homosexual.
Ganó dos medallas en el Campeonato Europeo de Patinaje Artístico sobre Hielo, en los años 2023 y 2024.

## Palmarés internacional
| Campeonato Europeo | Campeonato Europeo | Campeonato Europeo | Campeonato Europeo |
| Año                | Lugar              | Medalla            | Categoría          |
| ------------------ | ------------------ | ------------------ | ------------------ |
| 2023               | Espoo (Finlandia)  | Medalla de plata   | Parejas            |
| 2024               | Kaunas (Lituania)  | Medalla de bronce  | Parejas            |